# Хадия (царство)
Хадия — средневековое могущественное царство в Эфиопии, вассальное по отношению к императорскому дому.

## География
Царство Хадия находилось южнее течения Голубого Нила и юго-западнее провинции Шева. Получило название по имени проживавшего там народа хадия, говорившего на языке семито-хамитской языковой семьи. Около 1850 года хадия проживали в окрестностях (северо-западнее) озёр Звай и Лангано в Эфиопии.

## История
Царство Хадия впервые упоминается в сочинении Кебра Нагаст (ч. 94), что позволяет установить его существование уже в XIII столетии. Другие ранние упоминания — в сочинении арабского историка Шихаба аль-Умари в середине XIV века и в манускрипте, написанном в островном монастыре на озере Хайк после завоевания Хадии императором Эфиопии Амдэ-Цыйоном I. Позднее, в правление этого императора, царь Хадии, Амано, отказал ему в покорности и принял ислам под влиянием некоего «пророка тьмы» по имени Бел’ам. Фанатичный христианин, император Амдэ-Цыйон, выступил в поход против Хадии и «покарал народ Хадии своим мечом», истребив часть её населения и обратив в рабство остальных.
Во время правления императора Зэра Яыкоба правитель Хадии, гарад (губернатор, наместник) Махико также поднял мятеж и отказался подчиняться императору. Потерпев поражение, он был смещён и наместником становится его дядя Бамо. Бывший гарад Махико бежал в Адал, но был схвачен отправленным на его поимку адальским военачальником Мабраком и убит. В извещение о смерти мятежника Мабрак отправил императору Зэра Яыкобу отрубленные голову и конечности Махико.
Эфиопские императоры часто брали жён из знатных родов Хадии. Так, известной личностью в истории Эфиопии является императрица Елени (1434—1468), жена императора Зэра Яыкоба и дочь царя Хадии Мехмета.